# Drepanaphis acerifoliae
Drepanaphis acerifoliae är en insektsart som först beskrevs av Thomas 1878.  Drepanaphis acerifoliae ingår i släktet Drepanaphis och familjen långrörsbladlöss. Inga underarter finns listade i Catalogue of Life.